# Alfred Felber
Alfred Felber (19 september 1886 - Genève 10 april 1967) was een Zwitsers roeier. Felber maakte zijn Olympisch debuut tijdens de Olympische Zomerspelen 1920 en won toen de bronzen medaille in de twee-met-stuurman. Tijdens de Olympische Zomerspelen 1924 won Felber met een voorsprong van één tiende seconde voorsprong de gouden medaille in twee-met-stuurman. Beiden medailles behaalde Felber samen met Édouard Candeveau en twee verschillende stuurmanen.

## Resultaten
- Olympische Zomerspelen 1920 in Antwerpen  in de twee-met-stuurman
- Olympische Zomerspelen 1924 in Parijs  in de twee-met-stuurman

1900: François Brandt & Roelof Klein ·
1920: Ercole Olgeni & Giovanni Scatturin & Guido de Filip ·
1924: Édouard Candeveau & Alfred Felber & Émile Lachapelle ·
1928: Hans Schöchlin & Karl Schöchlin & Hans Bourquin ·
1932: Joseph Schauers & Charles Kieffer & Edward Jennings ·
1936: Gerhard Gustmann & Herbert Adamski & Dieter Arend ·
1948: Finn Pedersen & Tage Henriksen & Carl Ebbe Andersen ·
1952: Raymond Salles & Gaston Mercier & Bernard Malivoire ·
1956: Arthur Ayrault & Conn Findlay & Armin Kurt Seiffert ·
1960: Bernhard Knubel & Heinz Renneberg & Klaus Zerta ·
1964: Edward Ferry & Conn Findlay & Henry Kent Mitchell ·
1968: Primo Baran & Renzo Sambo & Bruno Cipolla ·
1972: Wolfgang Gunkel & Jörg Lucke & Klaus-Dieter Neubert ·
1976: Harald Jährling & Friedrich-Wilhelm Ulrich & Georg Spohr ·
1980: Harald Jährling & Friedrich-Wilhelm Ulrich & Georg Spohr ·
1984: Carmine Abbagnale & Giuseppe Abbagnale & Giuseppe Di Capua ·
1988: Carmine Abbagnale & Giuseppe Abbagnale & Giuseppe Di Capua ·
1992: Jonathan Searle & Gregory Searle & Garry Herbert